# Ахилион (къща)
„Ахилион“ (на гръцки: «Αχίλλειον») е емблематична сграда в град Солун, Гърция.

## Местоположение
Имението е разположено на пресечката на улица „Василевс Ираклиос“ № 19 с улица „Елевтериос Венизелос“ в центъра на града.

## История
Сградата е построена в 1923 година по проект на архитект Максимилиан Рубенс. Собственик е богатият солунски бизнесмен Аврам Маиса. Зданието е типичен пример за имение от времето си. В 1930 година постройката е достроена с пети етаж по планове на архитект Георгиос Манусос. В 1962 година при пожар поради късо съединение в шивашки магазин на четвъртия етаж, сградата е сериозно повредена и дървеният покрив изгаря.
Зданието е обявено за културна ценност и е включено в списъка в 1983 година.

## Архитектура
В архитектурно отношение е впечатляваща сграда в еклектичен стил. При построяването си се състои от партер, три етажа и дървен покрив. В следващата година е издадено изменение и допълнение на разрешението за строеж и е одобрено добавянето на още един етаж. Вероятно дострояването на етажа не се е осъществило и така в 1930 година заявката е повторена по план на архитект Георгиос Манусос, когато е достроен пети етаж.
Пететажната сграда помещава 11 магазина на приземния етаж, 14 офиса на всеки от трите първи етажа и пет офиса и малък апартамент на четвъртия етаж.
Входът на сградата е в центъра на фасадата откъм улица „Василевс Ираклиос“. Тя е организирана в пет вертикални зони - тясна средна, две широки и накрая две също тесни. В тези зони вертикалната ос е подчертана от шестте триетажни фалшиви стълба с декорации, щитове и други детайли в горната им точка (декорацията е променена по време на строителството), които рамкират прозорците. В средните зони двойното остъкляване на всеки етаж обогатява еклектичния вид. Парапетите са впечатляващи, с геометрични шарки. На покрива на последния етаж от първоначалния обем е сложен корниз, отделяйки по този начин добавката.